# John Aloysius O’Mara
John Aloysius O’Mara (* 17. November 1924 in Buffalo, New York; † 16. Februar 2022 in St. Catharines, Ontario) war ein US-amerikanischer Geistlicher und römisch-katholischer Bischof von Saint Catharines in Kanada. 

## Leben
John Aloysius O’Mara empfing am 1. Juni 1951 die Priesterweihe für das Erzbistum Toronto.
Papst Paul VI. ernannte ihn am 24. Mai 1976 zum Bischof von Thunder Bay. Der Erzbischof von Toronto Philip Francis Pocock spendete ihm am 29. Juni desselben Jahres die Bischofsweihe; Mitkonsekratoren waren die Weihbischöfe Francis Valentine Allen und Thomas Benjamin Fulton. 
Papst Johannes Paul II. ernannte ihn am 2. Februar 1994 zum Bischof von Saint Catharines und O’Mara wurde am 13. April desselben Jahres in das Amt eingeführt. Am 6. Mai 1998 nahm Papst Johannes Paul II. seinen altersbedingten Rücktritt an.